# クレメンタイン (探査機)

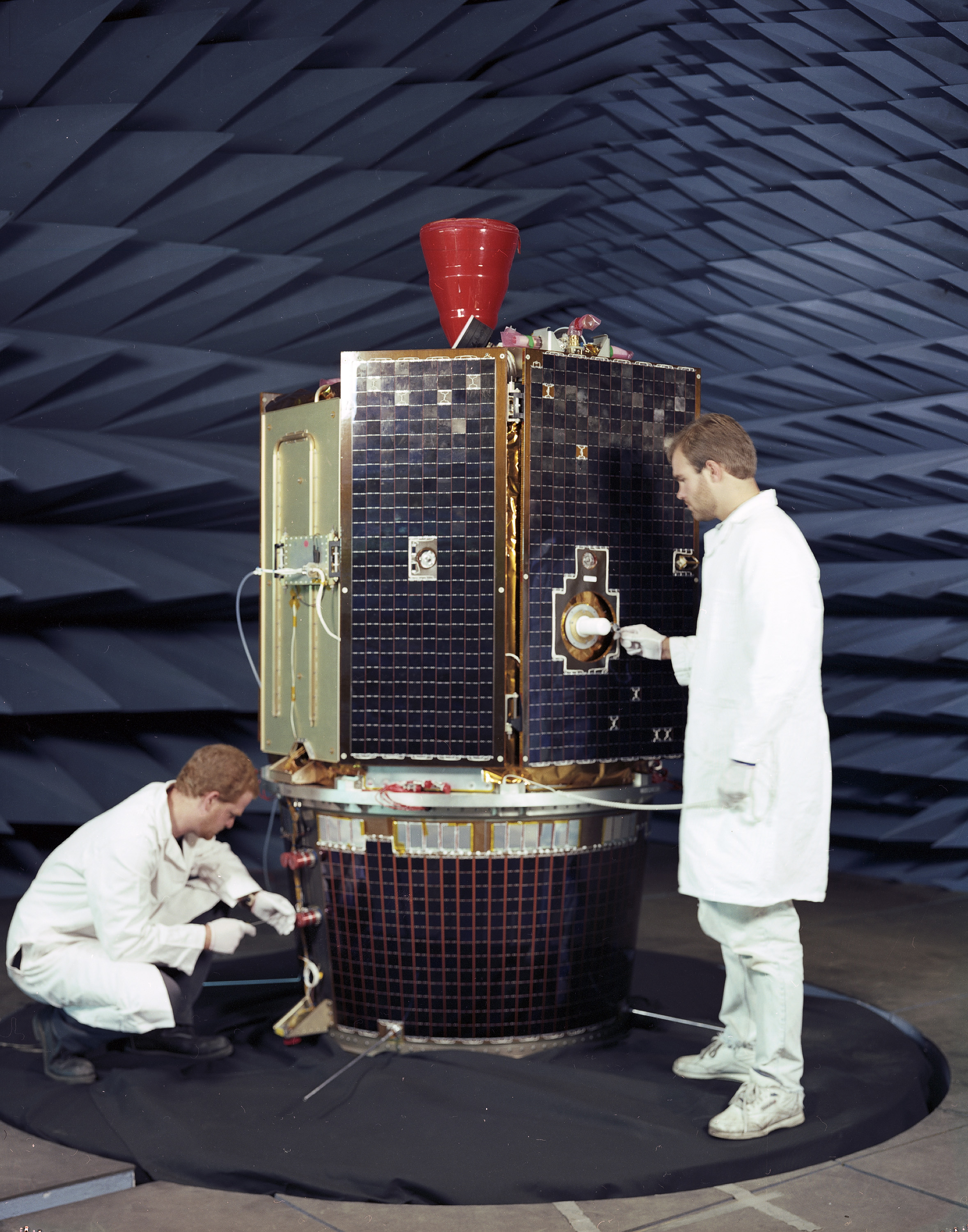
クレメンタイン

クレメンタイン（Clementine）は、アメリカ航空宇宙局（NASA）とアメリカ国防総省の弾道ミサイル防衛局（BMDO、現・ミサイル防衛局）による共同プロジェクトとして、1994年に月へ送られた探査機である。探査計画の正式名称はDSPSE（Deep Space Program Science Experiment）。この探査によって月に水が存在する可能性が示された。

## 概要
アメリカとソ連間で行われた冷戦期の月探査競争はアポロ計画成功により幕を閉じ、両国国家目標でなくなった月探査は停滞期を迎えた。NASAでは次の課題としてアポロ計画で重点が置かれなかった月の高緯度地方を調査することと、月面全体の地形・地質情報を収集しその資源量を見積もることが議論され、この調査のため月の極軌道を周回する探査機が構想されたが、20年以上予算化されなかった。1992年に至ってNASAと弾道ミサイル防衛局の協力により小型軽量の探査機が計画され、アポロ17号が月から去って22年が経過した1994年にアメリカの月探査機が再び月へ向かった。
月の極周回軌道から71日間に渡って観測が行われ、4台のカメラによる計200万枚以上の画像と、レーザー距離計による月全体のデジタル地形データがもたらされた。月南極にあるクレーター内側に常に日光が当たらない領域（永久影）があることが判明し、その場所に浅い角度でレーダー波を当て地球のアンテナで受信した結果、水の存在を示唆する観測結果が得られた。但し、この観測結果の解釈は確定的なものではないため、実際に月に水が存在するかはその後の探査計画の課題となっている。
当初は月探査終了後に月周回軌道を離脱し、地球と月でスイングバイを行った後小惑星（1620）ジオグラフォスに接近してその探査を行う計画であったが、故障により推進剤が失われたため、小惑星探査は中止となった。
その後、クレメンタインの観測によって得られた月全球をカバーするマルチスペクトル画像データは一般に公開され、月面鉱物分布を調べる分光地質学の基礎資料となるなど、各国の研究者に利用されている。
クレメンタイン計画における科学的観測は地質学者ユージン・シューメーカーおよびポール・スピューディスを主とする科学者チームにより運営された。
センサー開発はローレンス・リバモア国立研究所、探査機本体は米国海軍研究所によって製作され、打上げを含めた総費用が約8000万ドルで、開発に要した期間は22か月であった。月・惑星探査ミッションがこれ程安価かつ短期間で実現したのは当時として異例なことであり、その後のNASAの「速く・良く・安く（Faster-Better-Cheaper）」を謳うディスカバリー計画のモデルケースとなった。

## 日程
- 1994年
  - 1月25日：ヴァンデンバーグ空軍基地より、タイタン23Gによって打ち上げ。
  - 2月19日：月に到達し、周期5時間の極軌道に入る。
  - 2月26日：月面マッピング作業開始。
  - 4月21日：月面マッピング作業終了。
  - 5月5日：月周回軌道離脱。
  - 5月7日：搭載コンピュータ故障、エンジン誤作動で推進剤を使い切り、制御不能のスピンに陥ったため小惑星探査は中止。

## 探査機器
- 紫外線・可視光カメラ UVVIS
- 近赤外線カメラ NIR
- 長赤外線カメラ LWIR
- 高分解能カメラ HIRES
- レーザー距離計 LIDAR
- レーダー
- 重力実験装置
- 荷電粒子センサー